# Weissensee (televisieserie)

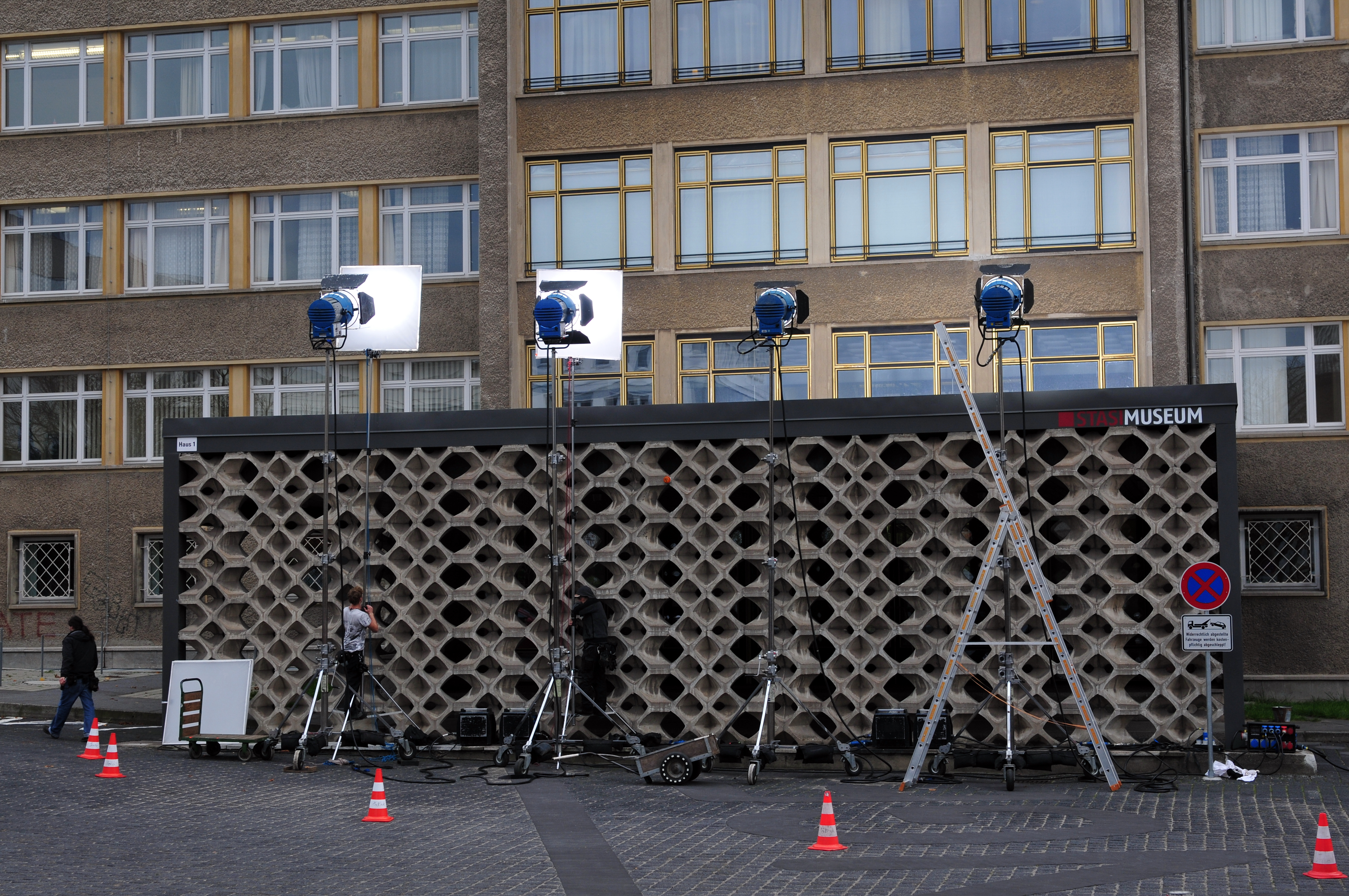
opnames bij Stasi-Museum, derde seizoen

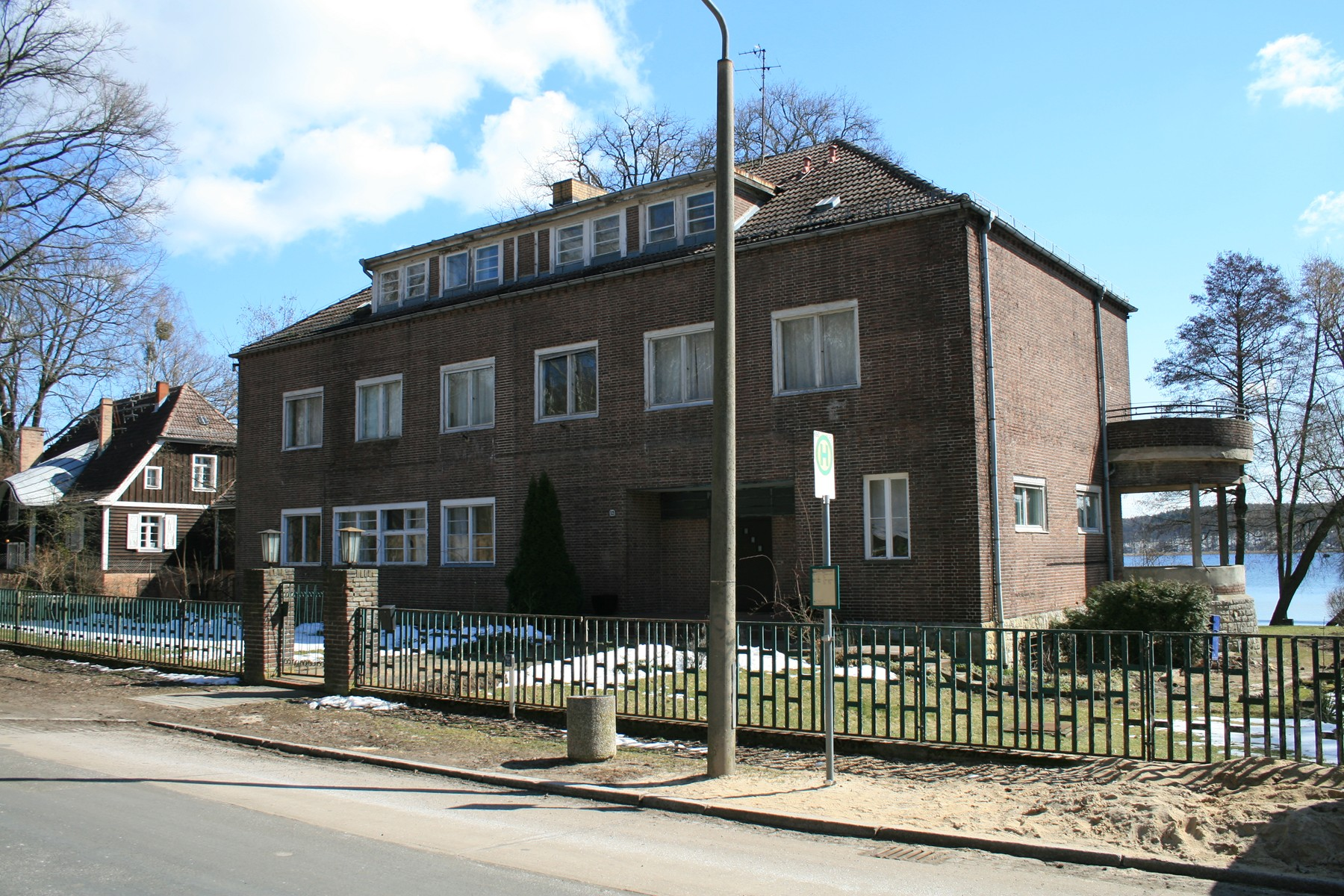
Villa Kupfer, landhuis Perlis in Sacrow (Potsdam)

Weissensee is een Duitse televisieserie, die gesitueerd is in Oost-Berlijn tussen 1980 en 1990. Het drama gaat over het lot van de families Kupfer en Hausmann in de voormalige DDR. De serienaam komt van de wijk Berlin-Weißensee.
De bedenker is Annette Hess en de regie is van Friedemann Fromm.

## Opnamelocaties
De filmlocaties waren het voormalige hoofdkantoor van de Stasi in de Normannenstraße (Stasi-Museum) en een school in Plänterwald. Het huis van de familie Kupfer bevindt zich in Potsdam-Sacrow.

## Rolverdeling
- Florian Lukas - Martin Kupfer
- Hannah Herzsprung - Julia Hausmann
- Katrin Sass - Dunja Hausmann
- Stephan Grossmann - Heinz Peter Görlitz
- Uwe Kockisch - Hans Kupfer
- Jörg Hartmann - Falk Kupfer
- Ruth Reinecke - Marlene Kupfer
- Hansjürgen Hürrig - Günther Gaucke
- Anna Loos - Vera Kupfer
- Ferdinand Lehmann - Roman Kupfer
- Lisa Wagner - Katja Wiese
- Claudia Mehnert - Nicole Henning

## Seizoenen
De eerste aflevering was op 14 september 2010 op Das Erste te zien. Er zijn 24 afleveringen in vier seizoenen. Van de andere seizoenen begonnen de uitzendingen op 17 september 2013, 29 september 2015 en 8 mei 2018.

### Seizoen 1 -1980, uitgezonden in 2010
| aflevering | titel                                       |
| ---------- | ------------------------------------------- |
| 1          | Operation Juninacht - Operatie Juninacht    |
| 2          | Die verlorene Tochter - De verloren dochter |
| 3          | Alles für die Liebe - Alles voor de liefde  |
| 4          | Eine alte Leidenschaft - Een oude passie    |
| 5          | Das Konzert - Het concert                   |
| 6          | Am Ende des Tages - Aan het eind van de dag |

### Seizoen 2 -1987, uitgezonden in 2011-2012
| aflevering | titel                                                            |
| ---------- | ---------------------------------------------------------------- |
| 7          | Der verlorene Sohn - De verloren zoon                            |
| 8          | Die Rückkehr - De terugkeer                                      |
| 9          | Julia - Julia                                                    |
| 10         | Liebe ist stärker als der Tod - De liefde is sterker dan de dood |
| 11         | Der Überfall - De Overval                                        |
| 12         | Morgenluft - Ochtendlucht                                        |

### Seizoen 3 -januari 1990, uitgezonden in uitgezonden in 2013 en 2014
| aflevering | titel                                      |
| ---------- | ------------------------------------------ |
| 13         | Eine Nacht im November - Een novembernacht |
| 14         | Ein neues Leben - Een nieuw leven          |
| 15         | Einer von uns - Eén van ons                |
| 16         | Der Amerikaner - De Amerikaan              |
| 17         | Am Abgrund - Aan de afgrond                |
| 18         | Kaltes Herz - Koud hart                    |

### Seizoen 4 -juni 1990, uitgezonden in 2018
| aflevering | titel                                       |
| ---------- | ------------------------------------------- |
| 19         | Alte Wunden - Oude wonden                   |
| 20         | Geister - Spoken                            |
| 21         | Der erste Stein - De eerste steen           |
| 22         | Blühendes Land - Bloeiend land              |
| 23         | Geliehenes Glück - Geleend geluk            |
| 24         | Am Ende des Tages - Aan het eind van de dag |

## Ontvangst
De serie won meerdere prijzen. De ARD zond in mei 2018 een 30 minuten durende begeleidende documentaire uit. Tevens volgde er een 10-delige mini-webserie.